# Burgstall Steinberg
Der Burgstall Steinberg (auch mit Steinedt bezeichnet) ist eine abgegangene Burg in der Gemeinde Rainbach im Innkreis im Bezirk Schärding von Oberösterreich, etwa 0,3 km ostnordöstlich des Ortsteiles Steinberg.
Der Burgstall wurde im 19. Jahrhundert von Johann Ev. Lamprecht beschrieben und vermessen. Der Burgstall ist mittlerweile gänzlich eingeebnet. Von dem Waldstück, das Lamprecht beschrieben hat, ist nur mehr ein kleiner Rest vorhanden, der größere Teil wurde zu Ackerland umgestaltet.